# 76-мм полкова гармата зразка 1927 року
76-мм полкова гармата зразка 1927 року (індекс ГРАУ — 52-П-353) — радянська легка полкова зброя калібру 76,2 мм безпосередньої підтримки піхоти та кавалерії вогнем та колесами. Вона є першим великосерійним зразком артилерійської техніки, створеним у СРСР. 
Гармата знаходилася у серійному виробництві з 1928 по 1943 рік, брала активну участь у багатьох передвоєнних збройних конфліктах за участю СРСР, а також у Великій Вітчизняній війні. 
Усього було випущено близько 18 000 знарядь цього типу. 
Полкові гармати, які постійно перебували в бойових порядках піхоти та оперативно пригнічували вогневі точки противника, користувалися любов'ю та повагою з боку піхотинців та власних розрахунків; у солдатському лексиконі їх називали «полковушками» або ласкаво-емоційно «бобиками». Зброя стала прототипом для створення перших вітчизняних серійних танкових і самохідних знарядь середнього калібру. 
Разом з тим дана зброя була досить консервативною за конструкцією, надмірно важкою, мало недостатнім сектором горизонтального наведення і слабкою бронепробивністю до введення кумулятивного снаряда. 
Зброя була надто невдалою через те, що вона не могла вести навісний вогонь. Тому в 1943 році вона було замінена у виробництві на 76-мм полкову гармату зр. 1943 р. (ПРО-25) того ж призначення.